# Vendelsö kyrka
Vendelsö kyrka är en kyrkobyggnad i Vendelsö i Stockholms stift. Den är församlingskyrka i Österhaninge församling. Kyrkan ligger i församlingens norra del.

## Kyrkobyggnaden
Träkyrkan är en så kallad studiokyrka skapad av arkitekten Rolf Bergh i samarbete med Sigtunastiftelsens dåvarande direktor Olov Hartman. Kyrkan invigdes i september 1967. Det är en monteringsfärdig vandringskyrka med kvadratisk planform och pyramidformat tak. Under taket löper en fönsterrad. Kyrkväggarnas hörn består av fönster. År 1979 tillbyggdes lokaler för barn- och ungdomsverksamhet. Hela anläggningen var från början mörkt rödfärgad men sedan omgestaltningen, färdigställd i november 2005, är kyrkoanläggningen vitmålad. Delarna från 1969, förutom kyrkorummet, revs och ersattes med mer ändamålsenliga lokaler, bl.a. har ett stort kyrktorg och arbetsrum för personal tillkommit.

## Inventarier
- Altaret är ett bord av oljad furu.
- Ett träkrucifix från Oberammergau hänger på väggen bakom altaret.
- Predikstolen är en ambo som står till vänster om altaret. Ambon är en snedställd skiva som står på en pelare.
- Höger om altaret står dopfunten som är ett stativ av furu som bär upp ett dopfat av hamrad koppar som är gjort av Erik Ekstedt.
- Ett ljusträd och en ljusbåt är utförda av Elwing Brask.

### Orgel
- Den ursprungliga orgeln byggdes av Grönlunds Orgelbyggeri AB, Gammelstad 1969 och hade sex stämmor, fem i en delad manual och en i pedalen. Orgeln är mekanisk. Den såldes i mars 2015 till Olsfors missionsförsamling i Bollebygd och ersattes av en tremanualig digitalorgel av märket Viscount.

| Manual            | Pedal      | Koppel  |
| Gedackt 8'        | Subbas 16' | Man/Ped |
| Principal 4'      |            |         |
| örflöjt 4'        |            |         |
| Waldflöjt 2'      |            |         |
| Cymbel II         |            |         |
| Crescendosvällare |            |         |

## Galleri

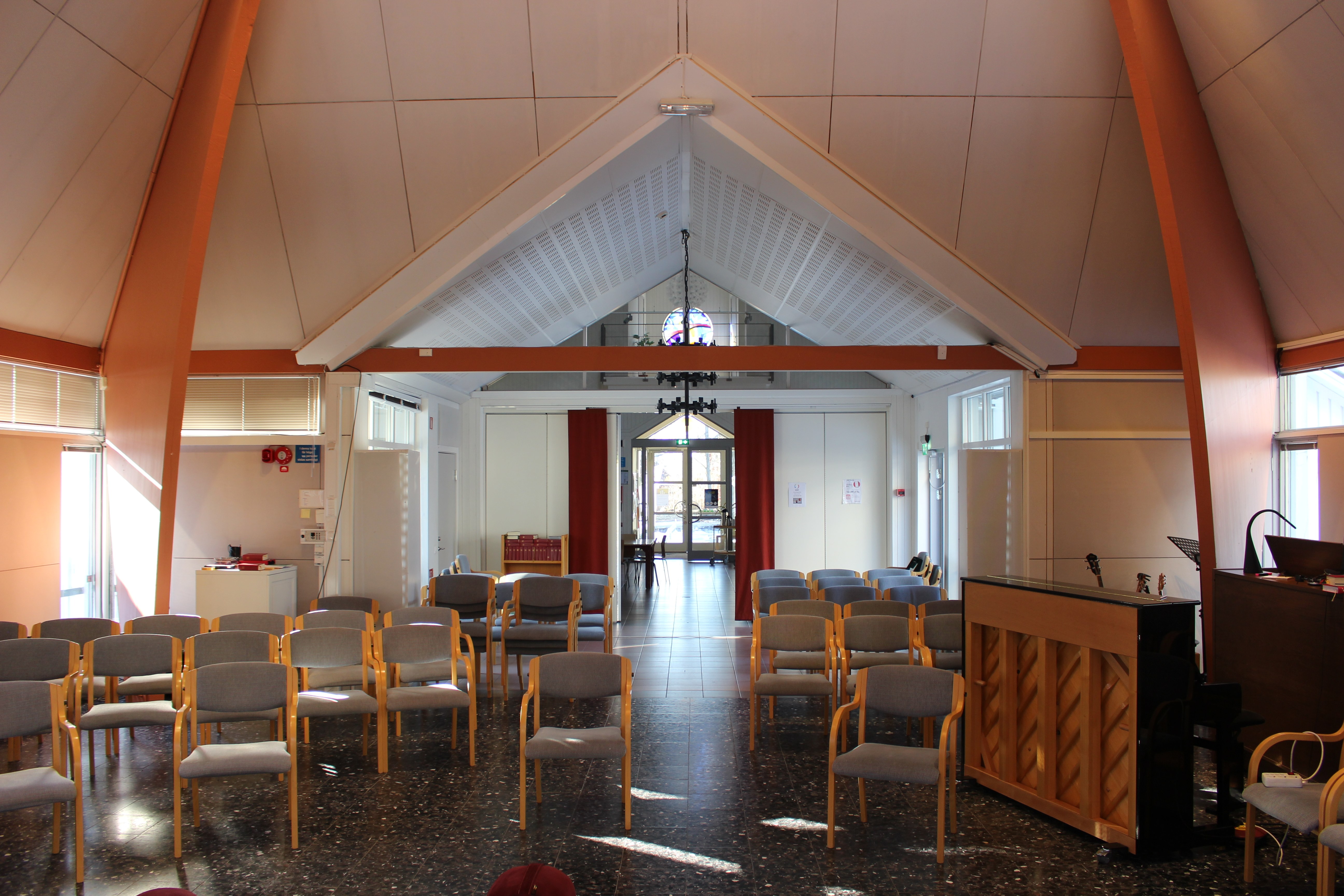
Kyrkorum mot ingång
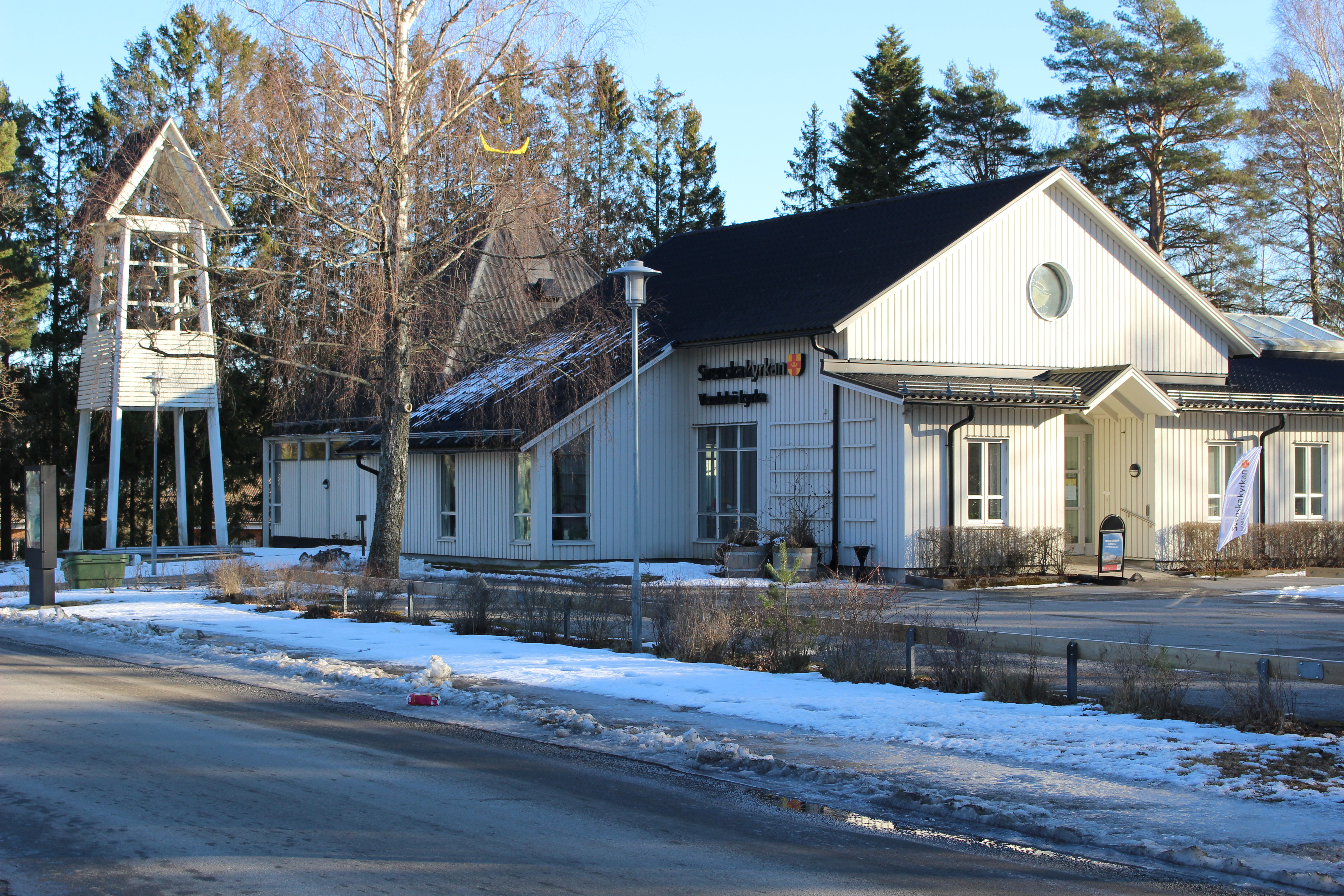
Vendelsö kyrka med ingång
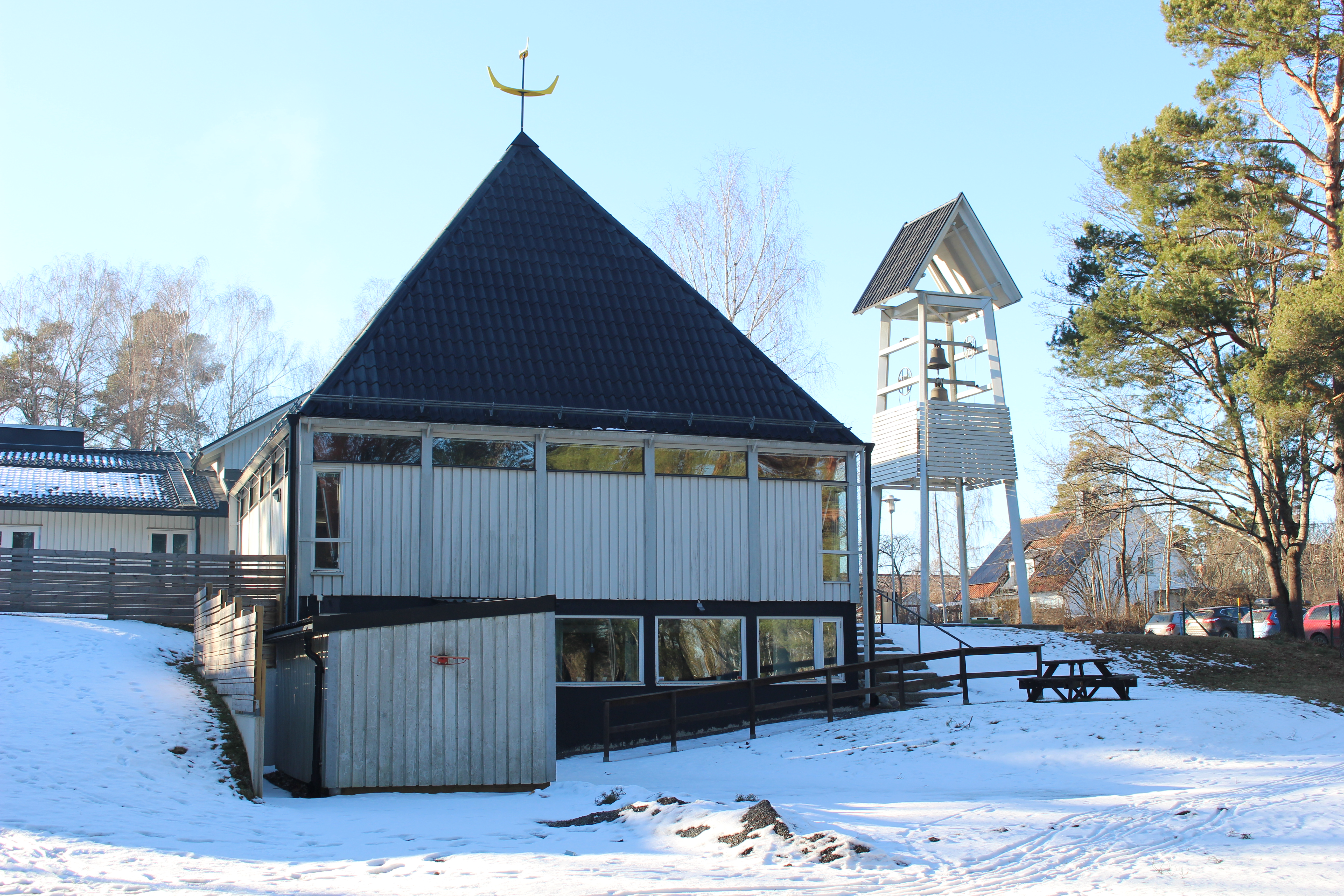
Kyrkan från baksidan

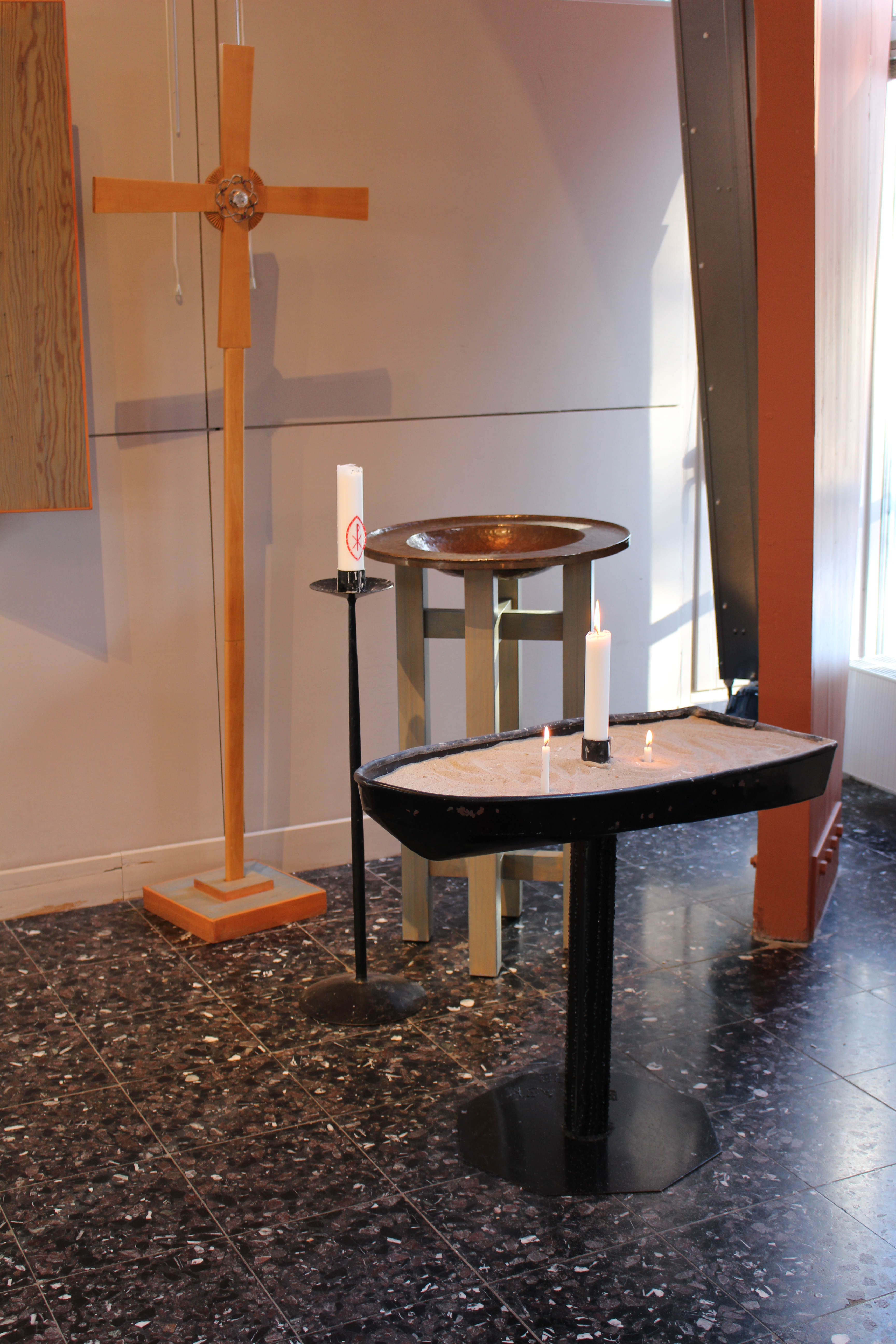
Dopplats
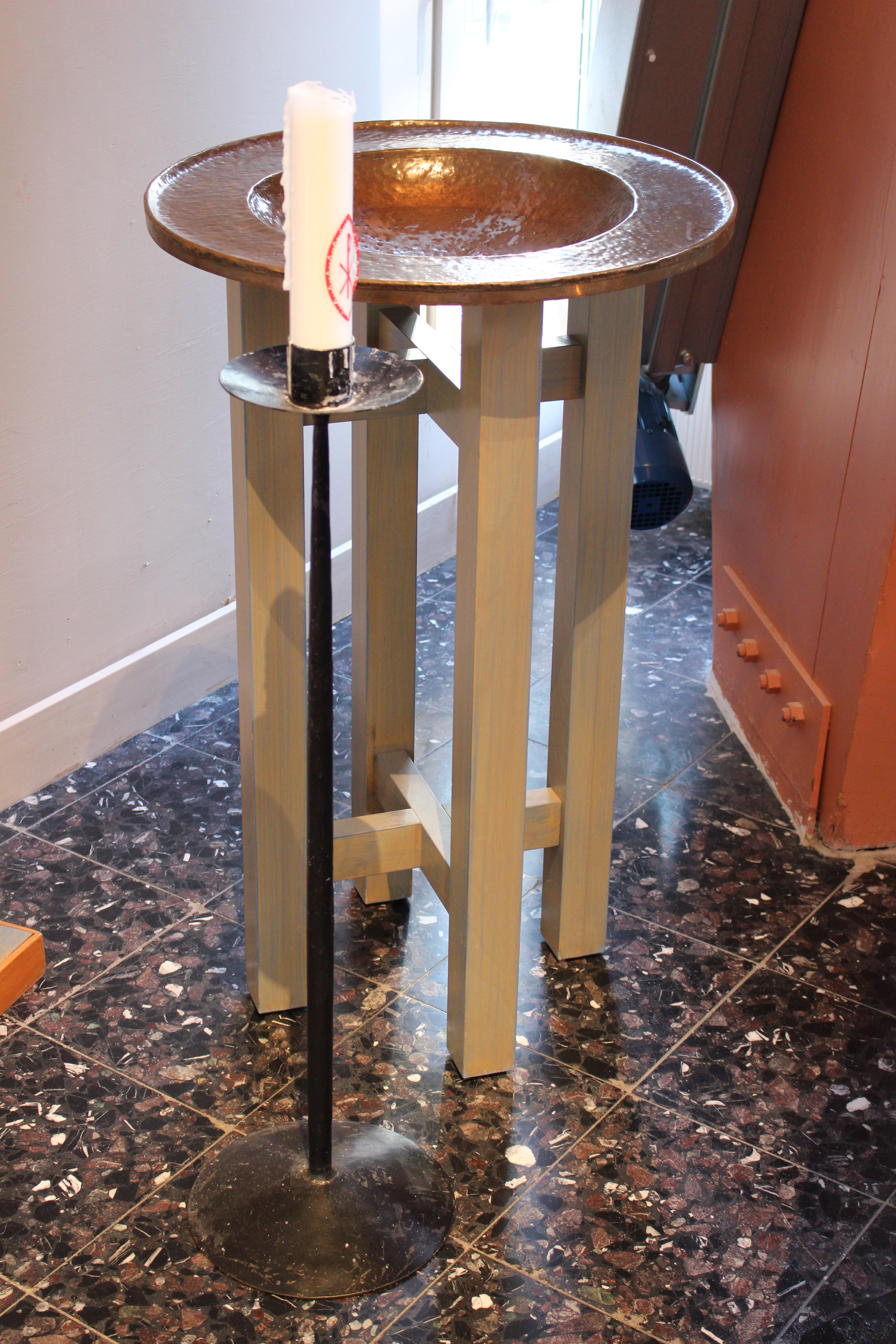
Dopfunt
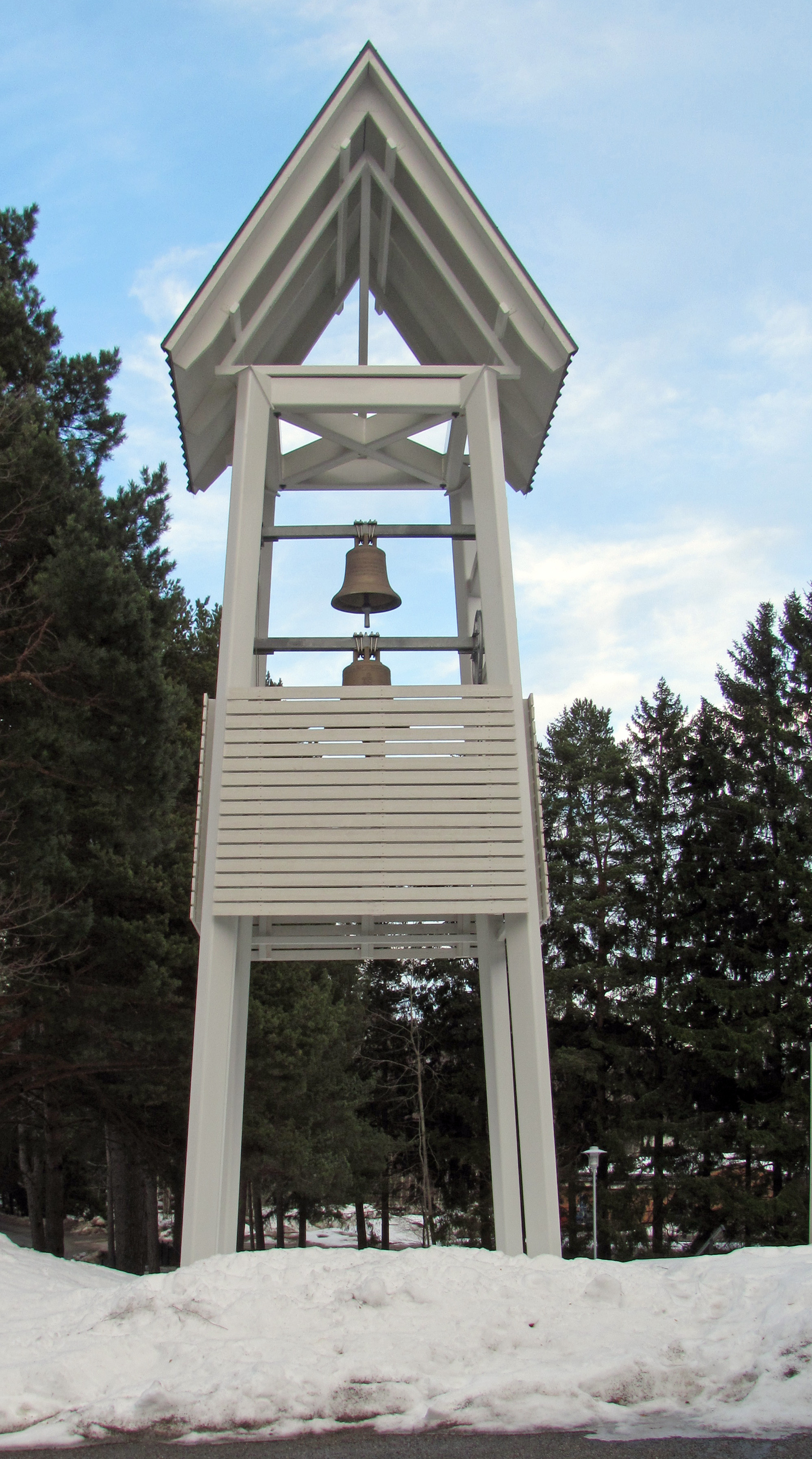
Vendelsö kyrka - klockstapeln nordväst om kyrkobyggnaden